# Belval, Ardennes
Belval är en kommun i departementet Ardennes i regionen Grand Est (tidigare regionen Champagne-Ardenne) i nordöstra Frankrike. Kommunen ligger  i kantonen Mézières-Centre-Ouest som ligger i arrondissementet Charleville-Mézières. År 2022 hade Belval 226 invånare.

## Befolkningsutveckling
Antalet invånare i kommunen Belval
Referens: INSEE